# Monument (metropolitana del Tyne and Wear)
Monument è stazione della metropolitana del Tyne and Wear, situata sulla tratta in comune tra le linee Gialla e Verde.

Prende il nome dal Monumento di Grey, che si trova proprio davanti alla stazione.

## Storia
La stazione aprì al pubblico con due delle sue attuali quattro banchine (la 1 e la 2) il 15 novembre 1981, quando la rete metropolitana du estesa dal capolinea temporaneo di Haymarket fino a Heworth. Le restanti due banchine, la 3 e la 4, furono inaugurate quando ebbe inizio il servizio tra St James e Tynemouth il 14 novembre 1982. Le banchine 1/2 e 3/4 sono posizionate ad angolo retto.

## Impianti e strutture
Monument ha la caratteristica peculiare, condivisa con sole altre due stazioni nel mondo, di ospitare la stessa linea della metropolitana che passa per la stazione due volte in una configurazione "a brezel" (le altre sono la stazione Commercial–Broadway nella metropolitana di Vancouver e la stazione Voorweg RandstadRail all'Aia, nei Paesi Bassi). I treni della linea Gialla che provengono da South Shields viaggiano verso nord passando per Monument e si dirigono verso Jesmond, Four Lane Ends e verso la costa, e tornano da ovest passando per Wallsend e Manors verso St James. Una situazione simile esistette per un breve periodo sulla metropolitana di Toronto.
Il mezzanino ha uscite verso il centro commerciale Fenwick, un collegamento sotterraneo indiretto con il Centro Commerciale di Eldon Square e presenta uscite verso Blackett Street e Grey Street.
La stazione presenta alcune installazioni artistiche. In una delle entrate si trova un murale, Famous Faces ("Volti Famosi"), creato da Bob Olley. Mostra diverse personalità famose provenienti dal Nord Est che guardano fuori da un finestrino della metropolitana. Questo murale è menzionato nella canzone "By the Monument" della band Maxïmo Park, originaria della zona.
Fuori dalla stazione, un semplice condotto di ventilazione è stato mascherato da Parsons Polygon ("Poligoni di Parson"). Creato da David Hamilton come tributo a Charles Algernon Parsons, è fatto di argilla e mostra un design astratto basato sui disegni ingegneristici di Parson.